# Rinconada de los Sauces
Rinconada de los Sauces es una localidad del estado mexicano de Michoacán. Es parte del municipio de Tarímbaro.

## Demografía
| Censo | Población |
| ----- | --------- |
| 2010  | 708       |
| 2020  | 2216      |